# Gmina Sorkwity
Die Gmina Sorkwity [sɔrkˈfitɨ] ist eine Landgemeinde im Powiat Mrągowski der Woiwodschaft Ermland-Masuren in Polen. Ihr Sitz ist das gleichnamige Dorf (deutsch Sorquitten) mit etwa 650 Einwohnern.

## Geographie

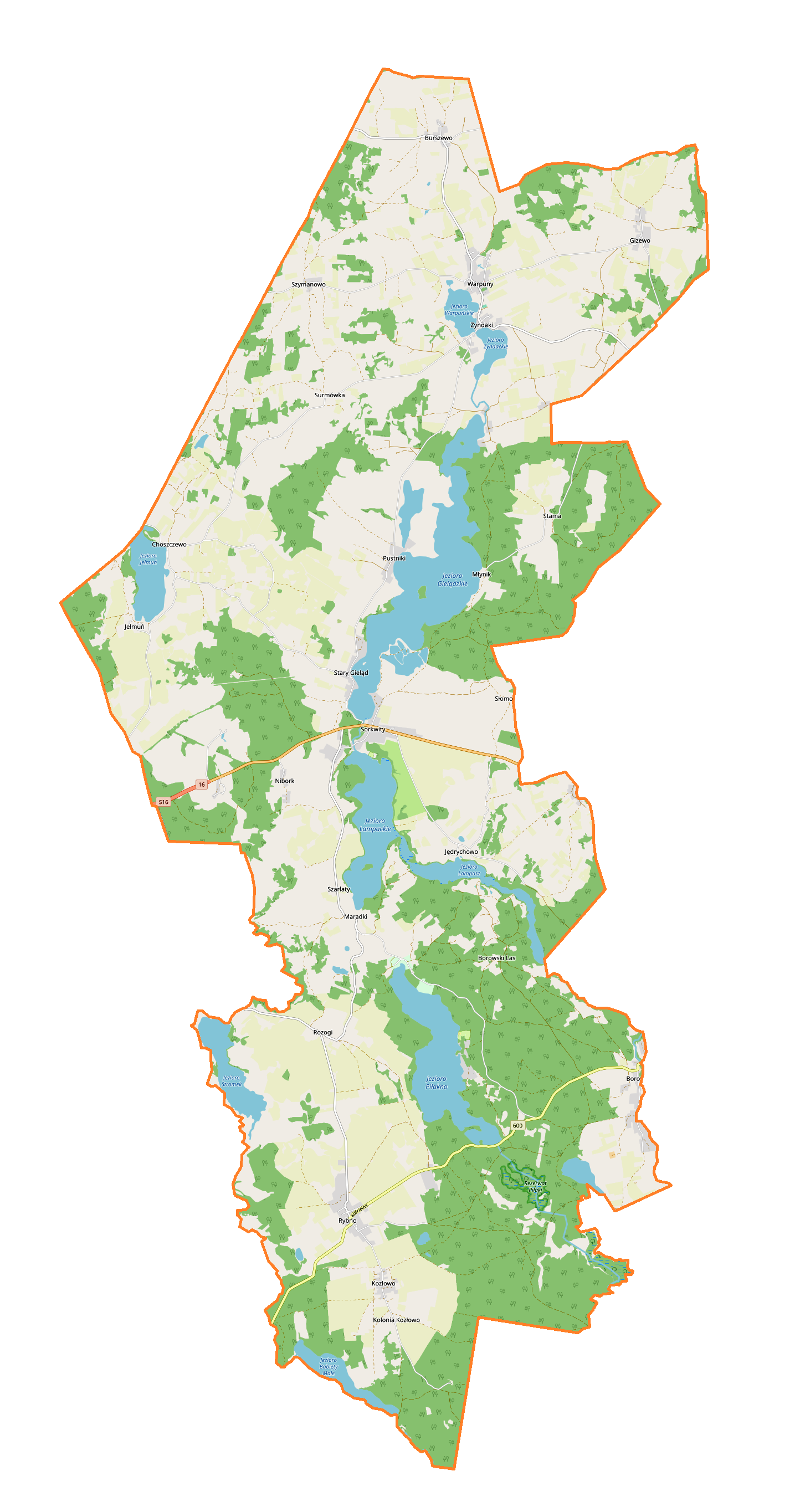
Karte der Gemeinde

Die Gemeinde liegt in der Mitte der Woiwodschaft. Die Kreisstadt Mrągowo (Sensburg) liegt sechs Kilometer östlich. Nachbargemeinden sind im Powiat Kętrzyński Reszel im Norden, im Powiat Mrągowski Mrągowo im Osten und Piecki im Südosten, im Powiat Szczycieński Dźwierzuty im Südwesten sowie im Powiat Olsztyński Biskupiec im Westen und Kolno im Nordwesten.
Die Landgemeinde hat eine Fläche von 184,56 km², von werden 50 Prozent land- und 28 Prozent forstwirtschaftlich genutzt. Die zahlreichen Rinnenseen sind Teil der Masurischen Seenplatte (Pojezierze Mazurskie).

## Geschichte
Die Landgemeinde wurde 1973 aus verschiedenen Gromadas neu gebildet. Ihr Gebiet gehörte von 1946 bis 1998 zur Woiwodschaft Olsztyn mit unterschiedlichem Zuschnitt. Seit 1999 gehört die Gemeinde zur neu gebildeten Woiwodschaft Ermland-Masuren.

## Religion
Die römisch-katholische Kirche unterhält Pfarreien in Rybno (Ribben), Sorkwity und Warpuny (Warpuhnen). Neben der evangelischen Pfarrei in Sorkwity gibt es Filialkirchen in Rybno und in Warpuny.

## Gliederung
Zur Landgemeinde Sorkwity (gmina wiejska) mit 4480 Einwohnern (Stand 31. Dezember 2020) gehören 20 Dörfer mit einem  Schulzenamt (sołectwo):
- Borowe (Borowen, 1938 Prausken)
- Borowski Las (Prauskenwalde)
- Burszewo (Burschewen, 1938 Prußhöfen)
- Choszczewo (Choszewen, 1936 Hohensee)
- Gizewo (Giesewen, 1938 Giesenau)
- Jędrychowo (Heinrichshöfen)
- Jełmuń (Allmoyen)
- Kozłowo (Koslau)
- Maradki (Maradtken)
- Nibork (Neberg)
- Pustniki (Pustnick)
- Rozogi (Rosoggen)
- Rybno (Ribben)
- Sorkwity (Sorquitten)
- Stama (Groß Stamm)
- Stary Gieląd (Alt Gehland)
- Surmówka (Surmowen, 1938 Surmau)
- Warpuny (Warpuhnen)
- Szymanowo (Siemanowen, 1938 Altensiedel)
- Zyndaki (Sonntag)

Weitere, kleinere Orte der Gemeinde sind:
- Janowo (Janowen, 1928 Heinrichsdorf)
- Kozarek Mały (Klein Kosarken, 1930 Lindenhof, 1938 Zweilinden und Groß Kosarken-Wehlack, 1938 Köhlershof)
- Kozarek Wielki (Groß Kosarken-Dönhoffstädt, 1938 Köhlersgut)
- Miłuki (Millucken)
- Słomowo (Neblisch)
- Załuki (Salucken)

## Verkehr
Die Landesstraße 16 führt von Olsztyn (Allenstein) über Biskupiec (Bischofsburg) und Sorkwity in die Kreisstadt Mrągowo (Sensburg). Die ehemalige Reichsstraße 127 ist teilweise als Schnellstraße S16 ausgebaut.
Die Woiwodschaftsstraße 600 von Szczytno (Ortelsburg) nach Mrągowo verläuft durch den Süden der Gemeinde.
Internationale Flughäfen bestehen in Danzig und Warschau.
Die Bahnstrecke Czerwonka–Ełk ist seit Mai 2010 stillgelegt.